# Tamba plumipes
Tamba plumipes är en fjärilsart som beskrevs av George Francis Hampson 1926. Tamba plumipes ingår i släktet Tamba
 och familjen nattflyn. Inga underarter finns listade i Catalogue of Life.